# Sujata Massey

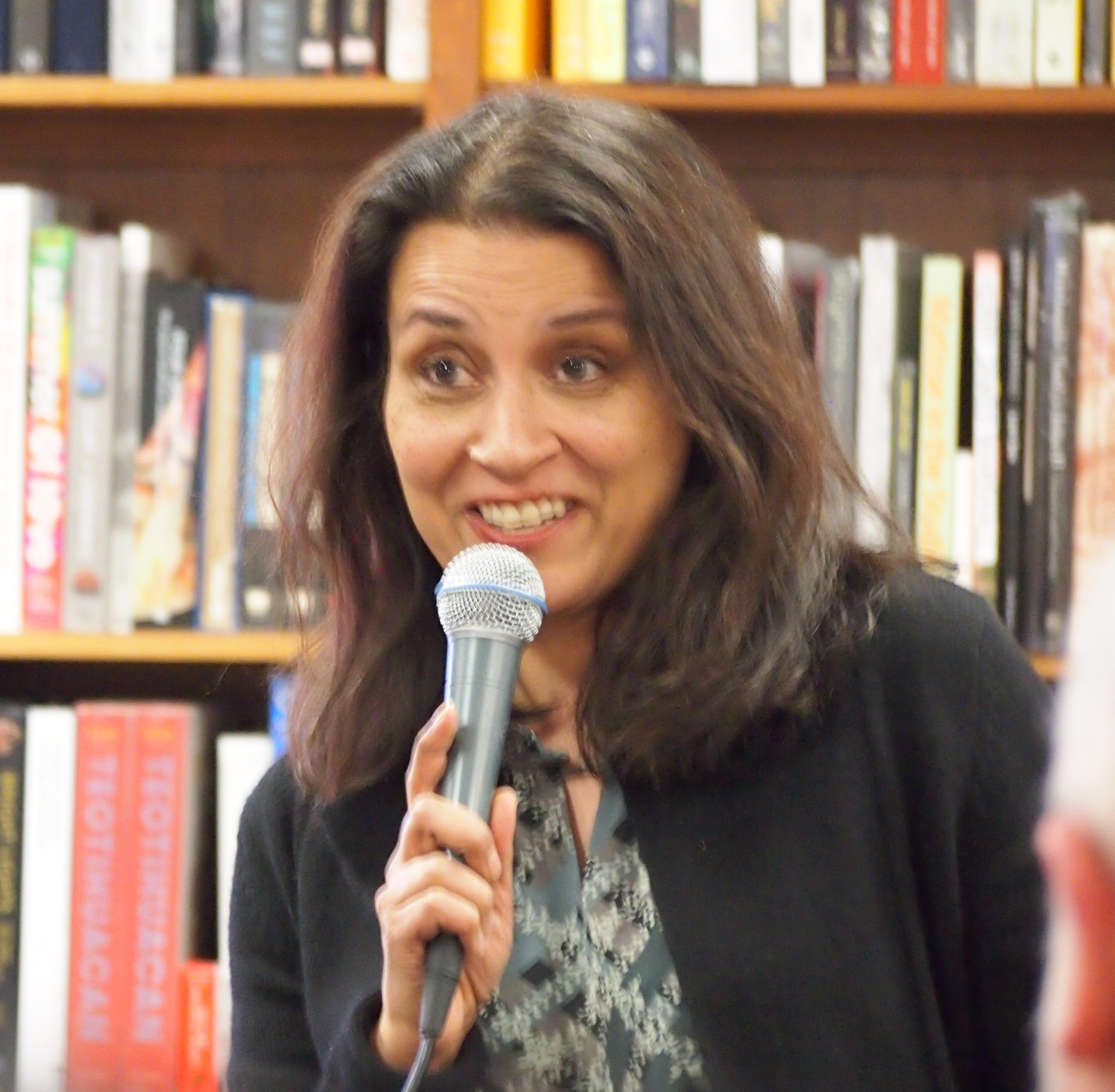
Sujata Massey, 2018

Sujata Massey, geb. Banerjee (* 4. März 1964 Sussex, England), ist eine amerikanische Autorin von Kriminalromanen.

## Leben
Im Alter von fünf Jahren emigrierte sie mit ihren Eltern – ihr Vater stammt aus Indien, ihre Mutter aus Deutschland – aus England. Von 1991 bis 1993 lebte sie in Japan. Momentan lebt sie in Baltimore.

## Werk
1997 veröffentlichte sie den ersten Teil einer Reihe von Kriminalromanen mit der Hauptfigur Rei Shimura, einer aus Kalifornien stammenden Halbjapanerin. Die Schauplätze befinden sich zum größten Teil in Japan.
Der erste Roman The Salaryman's Wife (dt. Die Tote im Badehaus) wurde 1997 mit dem Agatha Award für die „Best First Mystery Novel“ ausgezeichnet und The Flower Master (Bittere Mandelblüten) 2000 mit dem Macavity Award als bester Roman. Mit The Widows of Malabar Hill gewann sie 2019 ein zweites Mal den Macavity Award in der Kategorie Bester historischer Kriminalroman.
Auf ihrer offiziellen Homepage kündigte Sujata Massey zwischenzeitlich an, dass das Buch „Brennender Hibiskus“ („Shimura Trouble“) die letzte Veröffentlichung im Rahmen der Rei-Shimura-Reihe sein werde. Danach schrieb sie den Roman The Sleeping Dictionary, der in den 30er Jahren in Britisch-Indien spielt. Nach sechs Jahren Pause veröffentlichte sie mit The Kizuna Coast jedoch einen weiteren Roman der Rei-Shimura-Reihe.

## Werke (Auswahl)

### Rei Shimura Reihe
- Die Tote im Badehaus. Roman („The Salaryman's Wife“, 1997). Kabel, Hamburg 1999, ISBN 3-8225-0489-0.
- Zuflucht im Teehaus. Roman („Zen Attitude“, 1998). Kabel, Hamburg 2000, ISBN 3-8225-0518-8.
- Bittere Mandelblüten. Roman („The Flower Master“, 1999). 1. Aufl. Piper, München 2002, ISBN 3-492-27035-2.
- Tödliche Manga. Roman („The Floating Girl“, 2000). 1. Aufl. Piper, München 2003, ISBN 3-492-27047-6.
- Der Brautkimono. Kriminalroman („The Bride's Kimono“, 2001). 1. Aufl. Piper, München 2004, ISBN 3-492-27078-6.
- Die Tochter des Samurai. Kriminalroman („The Samurai's Daughter“, 2003). 1. Aufl. Piper, München 2008, ISBN 978-3-492-25125-9.
- Japanische Perlen. Kriminalroman („The Pearl Diver“, 2004). 1. Aufl. Piper, München 2006, ISBN 978-3-492-27100-4.
- Der japanische Liebhaber. Kriminalroman („The Typhoon Lover“, 2005). 1. Aufl. Piper, München 2007, ISBN 978-3-492-27133-2.
- Der Tote im Sumida. Kriminalroman („Girl in a Box“, 2006). 1. Aufl. Piper, München 2008, ISBN 978-3-492-27147-9.
- Brennender Hibiskus. Kriminalroman („Shimura Trouble“, 2008). 1. Aufl. Piper, München 2010, ISBN 978-3-492-25767-1.
- The Kizuna Coast, Ikat Press, 2014, ISBN 978-0-9836610-5-4.

### Andere Veröffentlichungen
- The Sleeping Dictionary, Gallery Books, 2013, ISBN 978-1-4767-0316-9.
- The Ayah’s Tale, E-Book, Ikat Press, 2013.